# 세무회계
세무회계(稅務會計, 영어: tax accounting)는 세법의 규정과 재무회계의 회계기준에 따라 기업 이익(경영성과)에 대한 과세소득을 측정하는 과정을 말한다. 이와 연관되는 조세 제도로는 부가가치세, 소득세, 법인세, 지방세 등이 있다. 특히, 법인세를 산정하는 목적으로 재무회계를 통해서 산출된 순이익을 조정하여 과세소득을 산출하는 절차를 "세무조정"이라 한다.

## 같이 보기
- 회계감사
- 일반적으로 인정된 회계원칙
- 재무회계
- 관리회계
- 원가회계
- 국제회계기준(IFRS)